# St. Georg (Tschirma)

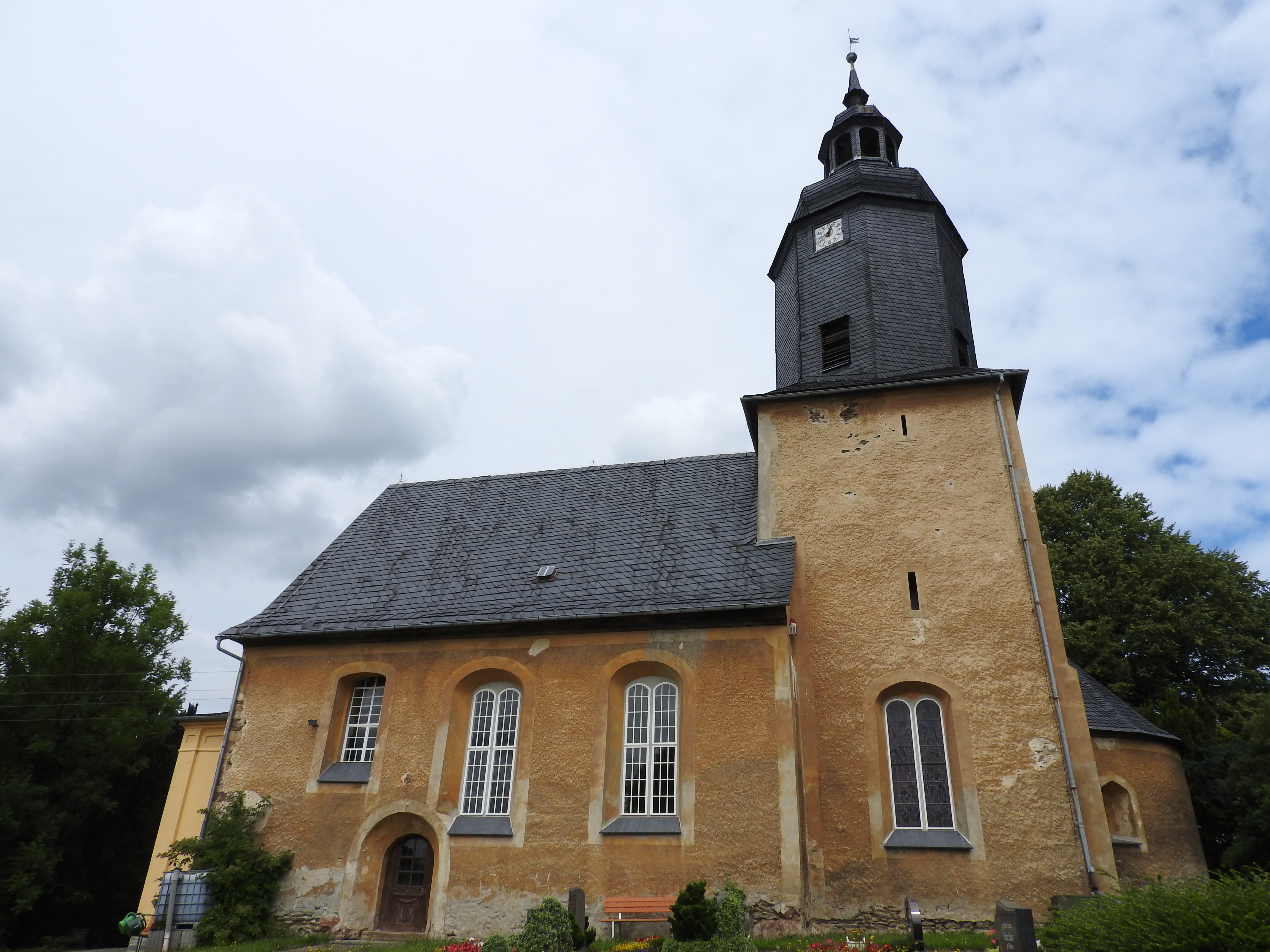
St. Georg

Die denkmalgeschützte evangelisch-lutherische Kirche St. Georg steht in Tschirma, einem Ortsteil der Stadt  Berga-Wünschendorf im Landkreis Greiz in Thüringen. St. Georg gehört zur Kirchengemeinde Tschirma zum Pfarrbereich Tschirma im Kirchenkreis Greiz der Evangelischen Kirche in Mitteldeutschland.

## Geschichte
Eine Sage berichtet, dass, nachdem die alte Kirche zu klein geworden war, Standort der neuen Kirche das größere und reichere, aber später entstandene Neugernsdorf sein sollte. Nachdem die Baustoffe an den dortigen Bauplatz gebracht wurden, seien sie jedoch über Nacht von Geisterhand nach Tschirma zurückgebracht worden. Also wurde im 13. Jahrhundert in Tschirma die neue Kirche errichtet. Anfangs unterstand die Kirche dem Kloster Mildenfurth der Praemonstratenser, aber im Jahr 1432 war Tschirma bereits selbständige Pfarrei.

## Beschreibung
Die spätromanische Saalkirche hat einen eingezogenen Chorturm, der mit seinen schmalen Fenstern noch aus dem frühen 13. Jahrhundert stammt, und daran angebaut eine schmale halbkreisförmige Apsis. Der Anbau im Westen entstand erst im 20. Jahrhundert. Das Langhaus hat eine Schieferdeckung. Der steinerne Turm erhielt 1703, als die Kirche umfassend barockisiert wurde, einen achtseitigen verschieferten Aufsatz, der von einer Haube bedeckt ist, auf der eine offene Laterne sitzt. Der Innenraum des Langhauses wird von einer Holzbalkendecke überspannt, den Chor überzieht ein Spiegelgewölbe mit dem Stammwappen des Hauses Reuß. Die Brüstungen der zweigeschossigen Emporen zeigen biblische Szenen in schlichter Malerei. Die Kirchenausstattung stammt aus dem 17. und 18. Jahrhundert. Die an der Südseite des Triumphbogens stehende Kanzel stammt vom Ende des 18. Jahrhunderts. Der Schalldeckel ist mit Engeln verziert. Im Verlauf der Renovierung von 1967 erhielt der Schrein eines spätgotischen Flügelaltars seinen Platz als Altarretabel zurück. Seine geschnitzten Figuren unter einem Baldachin zeigen den heiligen Georg, Anna selbdritt, Maria mit dem Jesuskind und den heiligen Laurentius. Die Orgel mit 12 Registern, verteilt auf zwei Manuale und Pedal, wurde 1885 von Richard Kreutzbach gebaut und 1939 von Alfred Schmeisser neu disponiert.